# Castellar de la Muela
Castellar de la Muela es un municipio y localidad española de la provincia de Guadalajara, en la comunidad autónoma de Castilla-La Mancha. El término municipal tiene una población de 19 habitantes (INE 2024).

## Geografía
Ubicación

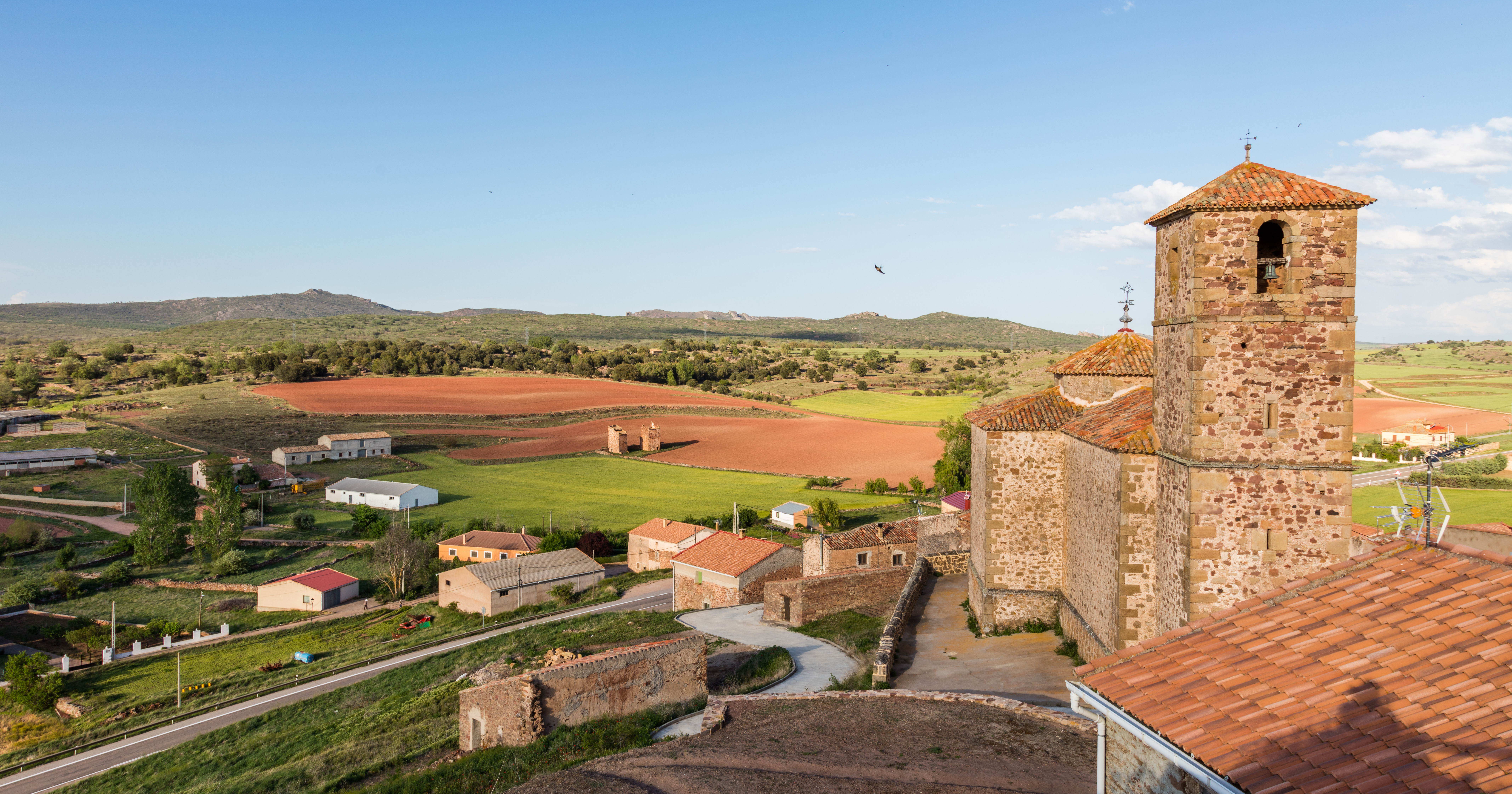
Vista de la localidad

Integrado en la comarca de Señorío de Molina-Alto Tajo, se sitúa a 150 km de la capital provincial. El término municipal está atravesado por la carretera nacional N-211 entre los pK 70 y 74. El relieve está caracterizado por la elevada altitud del Sistema Ibérico castellano, extendiéndose a los pies de la sierra de Caldereros, desde donde descienden algunos arroyos. La altitud del municipio oscila entre los 1430 m, cerca del pico Lituero, al noreste del territorio, y los 1160 m en la honda excavación del barranco de la Sareda. El pueblo se alza a 1223 msobre el nivel del mar. El municipio tiene un área de 21,38 km².
| Noroeste: Molina de Aragón | Norte: Molina de Aragón | Noreste: Campillo de Dueñas |
| Oeste: Molina de Aragón    |                         | Este: Hombrados             |
| Suroeste: Prados Redondos  | Sur: Prados Redondos    | Sureste: Morenilla          |

Clima
Su clima es continental de inviernos muy fríos, veranos calurosos y muy escasas precipitaciones. Debido a su altitud, su escasa vegetación y sin estar protegida de montañas, se producen temperaturas mínimas más extremas. 
Temperaturas medias anuales inferiores a los 10 °C y mínimas mensuales inferiores a 1 °C. hay que remarcar el contraste entre el día y la noche, en torno a los 17 °C, sin superar el récord que tiene Molina de Aragón con 29,4 °C en el año 1981.

## Historia
Hacia mediados del siglo XIX, el lugar tenía contabilizada una población de 151 habitantes. La localidad aparece descrita en el sexto volumen del Diccionario geográfico-estadístico-histórico de España y sus posesiones de Ultramar de Pascual Madoz de la siguiente manera:

CASTELLAR: l. con ayunt. en la prov. de Guadalajara (20 leg.), part. jud. de Molina (2), aud. terr. de Madrid (31), dióc. de Sigüenza (14). sit. en la falda E. de un cerro llamado La Muela, y combatido por los vientos N. y S.; las enfermedades mas comunes son reumas y afecciones de pecho: tiene 72 casas, distribuidas desde la falda del espresado cerro basta su cima; la de ayunt. con cárcel; escuela de instruccion primaria, concurrida por 30 alumnos, á cargo de un maestro dotado con 500 rs., y una igl. parr. (La Exaltacion de la Sta. Cruz), servida por un cura y un sacristan. Confina el térm.: N. monte comun de Cubillejo de la Sierra (1 1/2 leg.); E. Tordelpalo; S. Chera y Morenilla, y O. Hombrados y desp. de Zafra; dentro de esta circunferencia se encuentran varios manantiales, entre ellos uno de esquisitas aguas, que provee al vecindario para beber y demas usos domésticos; 2 ermitas (El Humilladero, y Ntra. Sra. de la Carrasca): un local titulado Los Villares, en el que, segun tradicion hubo un pueblecito del mismo nombre conservándose aun algunas paredes de la igl., que se dice perteneció á los templarios, cuyo con v. se demolió á principios de este siglo por mandato del ob., á instancias del cura párroco. El terreno, á escepcion de algunos pequeños huertos regados á mano con agua de pozos, es de secano y de regular calidad: comprende 1 deh. con algo de monte, poblado de estepa, roble y marojo. caminos: los locales y el de carruages que dirige á Teruel. correo: se recibe y despacha en la adm. de Molina, por un balijero de Hombrados, que pagan diferentes pueblos: llega jueves y sábados, y sale los mismos dias. prod.: trigo, centeno, cebada, avena y algunas legumbres; cria ganado lanar, cabrio y vacuno, caza de perdices y liebres. ind.: la agrícola. pobl.: 46 vec. y 151 alm. cap. prod.: 1.555,500 rs. imp. 5,000. contr. 2,808. presupuesto municipal de 800 á 1,000 rs.: se cubre por reparto vecinal.
(Madoz, 1847, p. 98)

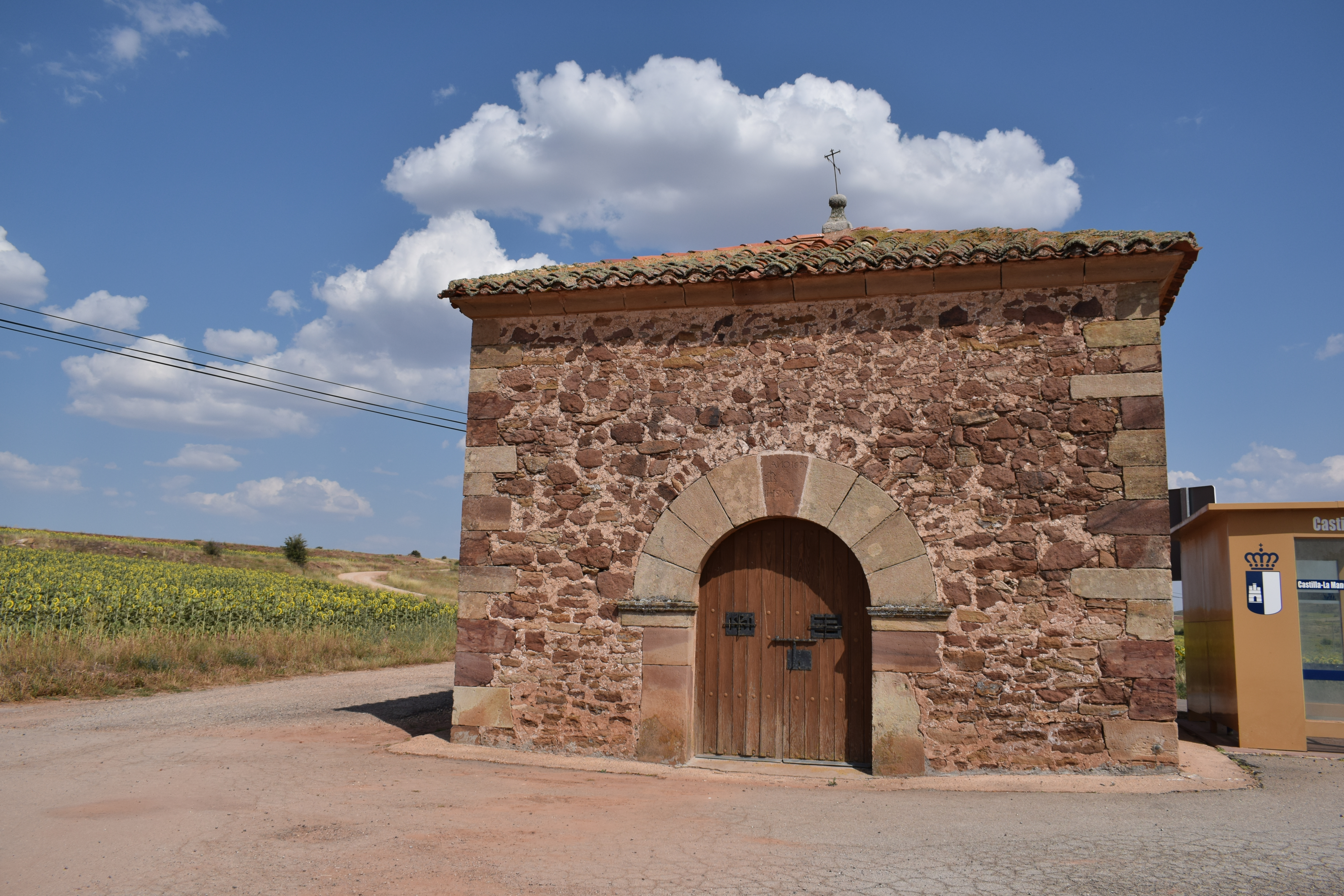
Ermita Ntra. Sra. de la Carrasca, Castellar de la Muela.

Hasta la reforma de la nomenclatura municipal de 1916 el municipio se llamaba simplemente Castellar. En dicha fecha su nombre fue modificado por el de Castellar de la Muela.

## Demografía
Castellar de la Muela cuenta con una población de 19 habitantes (INE 2024).
| Gráfica de evolución demográfica de Castellar de la Muela entre 1842 y 2021                                         |
| |
| Población de derecho según los censos de población del INE Población de hecho según los censos de población del INE |

| 1991 |  | 1996 |  | 2001 |  | 2004 |  | 2008 |  | 2013 |  | 2015 |
| ---- |  | ---- |  | ---- |  | ---- |  | ---- |  | ---- |  | ---- |
| 63   |  | 55   |  | 37   |  | 42   |  | 34   |  | 38   |  | 41   |

## Patrimonio
- Ermita de N.ª S.ª de la Carrasca